# 太湖港水库
太湖港水库是中国湖北省荆州市荆州区境内的一座水库，位于长湖水系太湖港干支流上，由丁家咀水库、金家湖水库、后湖水库以及联合水库4座水库组成，4座水库经明渠相连形成一座整体水库。水库正常库容为1.22亿立方米，集雨面积为189.56平方千米。